# Sherilyn Bashorun
Sherilyn Adedayo Bashorun Adetutu (née le 26 septembre 1993 à Londres) est une joueuse franco-camerounaise de volley-ball évoluant au poste de centrale. Elle est membre de l'équipe du Cameroun de volley-ball féminin.

## Carrière

### Carrière en club
Elle évolue au Racing Club de Cannes de 2007 à 2012, à Mougins de 2012 à 2013, à Clamart de 2013 à 2014, à Albi de 2014 à 2015, à Bordeaux-Mérignac de 2015 à 2016 avant de rejoindre le Sens OC en 2016. Elle rejoint en 2018 l'Istres Ouest Provence Volley-Ball.

### Carrière en sélection
Elle participe avec la sélection nationale camerounaise au Championnat d'Afrique féminin de volley-ball 2019, remportant la médaille d'or.
Elle remporte la médaille d'argent des Jeux africains de 2019.